# Сеїд Ях'я Бакуві
Сеїд Ях’я Джалаледдін Бакуві — середньовічний азербайджанський вчений, мислитель, філософ-богослов, астролог.

## Біографія
Сеїд Ях’я народився близько 1410 року (за повідомленням сайту ЮНЕСКО — у 90-х роках XIV століття) в багатій родині в Шамахах (Ширван). У молодості захоплювався суфізмом, був прихильником вчення знаменитого шейха Садр ад-Діна ал Халваті, голови ширванської гілки тарикату. Після смерті шейха, посварившись з учнем Пірі-заде через те, кому з них очолити секту халваті, Сеїд Ях’я покинув Шемаху і поїхав у Баку. Тут він оселився при дворі ширваншаха Халіл-улли I, де користувався великою популярністю як філософ, вчений і придворний астролог. Незабаром число його послідовників (зокрема й у країнах Близького Сходу) перевищила десять тисяч чоловік. Помер Бакуві, згідно з Азербайджанською радянською енциклопедією, в 1462 році, згідно сайтом ЮНЕСКО — в 1463.

### Праці Бакуві
До наших днів збереглося 18 праць Сеїда Ях'ї Бакуві. Праці Бакуві присвячені переважно онтології, питанням етики, навчанню Батінійї . Зберігаються вони в містах Туреччини: Стамбулі (бібліотека «Мурадія»), Коньї, Манісі.
Сеїд Ях’я написав філософські трактати «Шарх-і Гюльшані-раз» («Коментарі до квітника таємниць»), «Асрар ат-Талибин» («Таємниці шукачів істини»), «Символіка знаків», «Коментарі до династії Саманідів», «Таємниці духів» та інші, пройняті релігійно-містичними ідеями, які є цінними джерелами в галузі вивчення філософії, астрономії і математики.

## Пам'ять
У комплексі Палацу Ширваншахів знаходиться мавзолей Сеїда Ях'я Бакуві, побудований у другій половині XV століття. Там само знаходиться поховальний склеп вченого.
В 2013 році в рамках ЮНЕСКО було відзначено 550-ту річницю смерті Бакуві.